# Beatriz Blanco
Beatriz Blanco (Valladolid, 1987) es una violonchelista española.

## Carrera
Estudió el Grado Superior de violonchelo en el Centro de Música del País Vasco Musikene con Asier Polo y María Casado, un Máster "Konzertdiplom" en la Hochschule für Musik de Basilea (Suiza) con Iván Monighetti y posteriormente un postgrado en el Mozarteum de Salzburgo (Austria) con Clemens Hagen y en el Instituto Internacional de Música de Cámara de Madrid de la Escuela Superior de Música Reina Sofía, trabajando con el maestro Ralf Gothóni. 
Su debut como solista tuvo lugar en 2004 junto a la Orquesta Sinfónica de Castilla y León dirigida por Alejandro Posada. También ha trabajado con la Orquesta Sinfónica del Vallés, Orquesta Sinfónica de RTVE, Symphonieorchester Basel, Argovia Philarmonic o Musikkollegium Winterthur, entre otras, actuando en algunas de las grandes salas europeas como Wigmore Hall de Londres, Theatre des Champs-Elysees de París, Victoria Hall de Ginebra, Stadt Casino de Basilea, Solitär de Salzburgo, Tonhalle de Zúrich, Auditorio Nacional de Música de Madrid, Palacio de la Música Catalana y Auditorio de Barcelona o Palacio de las Artes Reina Sofía de Valencia.
Ofrece recitales regularmente en festivales y ciclos como el Festival Internacional de Santander, Festival Internacional de Música y Danza de Granada, Festival de Música Española de Cádiz, Festival Albéniz, Festival Internacional de Música de Segovia, en el Ciclo "Primer Palau 2010" del Palacio de la Música Catalana, en el Ciclo de Cámara del Teatro Calderón (Valladolid), en el Ciclo “La Generación Ascendente” del Auditorio Nacional de Música de Madrid o los conciertos de Juventudes Musicales de España.
Beatriz Blanco ha grabado un disco junto al pianista Federico Bosco con obras para violonchelo y piano de Federico Chopin y Auguste Franchomme.
Beatriz Blanco toca un violonchelo C. Pierray (Paris,1720) en su propiedad gracias a la ayuda de la Fundación August Pickhardt.

## Premios
- Kiefel Hablitztel 2015, Suiza
- Rahn Music Competion 2014, Suiza
- Würdigungspreis 2013, Austria
- Bernhard Greenhause “Young Artist Award” 2012, Estados Unidos
- Liezen Cello Competition 2012, Austria
- Primer Palau Barcelona 2011, España
- Juventudes Musicales 2010, España
- Intercentros Melómano 2007 y 2009, España